# Margarita Murillo
Margarita Murillo (1958 - 27 d'agost de 2014) fou una activista política hondurenya, defensora del medi ambient i la comunitat indígena camperola, motiu pel qual fou assassinada.

## Trajectòria
Catequista a la comunitat eclesial de base, estigué emparellada amb Oscar López Claros i fou mare de Kenia, Franklin Octavio, Samuel David Flores i Margarita Montserrat.
Estigué afiliada a la Unió de Treballadors del Camp (UNC) i dedicà la seva vida a la lluita per l'accés a la terra de les dones camperoles hondurenyes. A la tradició lenca, en els rius resideixen esperits femenins i les dones són les seves principals guardianes, per això fou una de les líders del moviment contra l'atorgament dels rius a empreses privades i la construcció de centrals hidroelèctriques, pel seu impacte ambiental i cultural en terres històricament habitades per indígenes.
Fou una de les fundadores de la Central Nacional de Treballadors del Camp (CNTC) a la dècada de 1980. Durant aquells anys, mentre militava al moviment insurreccional Lorenzo Zelaya, fou segrestada i torturada per motius polítics pels esquadrons de la mort de Gustavo Álvarez Martínez, quan es mantenia la Doctrina de seguretat nacional. Aquest fet la portà a exiliar-se. Fou una de les fundadores i coordinadora del Front Nacional de Resistència Popular (FNRP) després del cop d'estat de 2009, liderant la presa del parc central de San Pedro Sula.
L'any 2013, fou candidata a diputada del Congrés Nacional d'Hondures, pel departament de Cortés, a les eleccions internes del partit Llibertat i Refundació (LIBRE) coordinat per l'expresident Manuel Zelaya. L'any 2014, tornà al camp després de presentar-se a les eleccions generals de 2013.
Fou assassinada d'un tret al front després de defensar-se d'un sicari mentre estava treballant la terra al nord-oest d'Hondures, concretament al municipi de Villanueva, al departament de Cortés. En aquelles setmanes, Murillo estava legalitzant la propietat de la seva parcel·la a El Venado.
El 10 d'octubre de 2014, la fiscal a càrrec de la investigació, Marlene Banegas, coordinadora de la Fiscalia de Delictes contra la Vida, i la fiscal Patricia Eufrahio, també foren assassinades, mentre investigaven l'assassinat. Els sospitosos de tots dos crims també foren assassinats. David Edgardo Ordoñez, suposat sicari, fou assassinat asfixiat mentre estava detingut en dependències policíaques.
La Comissió Interamericana de Drets Humans (CIDH) instà a l'Estat hondureny, el 17 de setembre de 2014, a realitzar una recerca amb deguda diligència sobre el seu assassinat, però avui dia el seu cas roman impune.